# Klerkegade
Klerkegade er en gade i Indre By i København. Gaden går fra Borgergade til Rigensgade og krydser Adelgade og Kronprinsessegade undervejs.

## Historie
Klerkegade stammer fra planerne fra 1649 for Ny-København, der store område der blev inddraget i den befæstede by, da den gamle Østervold langs nuværende Gothersgade blev revet ned og erstattet af en ny langs Øster Voldgade. Ifølge planen skulle gaderne i området opkaldes efter danske besiddelser, kongelige og de øverste rangklasser. "Klerk" betød dengang en person tilhørende præstestanden, og gadenavnet Klerkegade skal således ses i forbindelse med de tilstødende Adelgade og Borgergade.
Den sydlige side af gaden blev påvirket af saneringen af Adelgade og Borgergade i 1940'erne og 1950'erne. Et lovtillæg fra 1939 om ekspropriation gjorde det omsider muligt at virkeliggøre en forbedring. Standarden var efter tidens mål forfærdelig, med retirader og affaldsspande i baggårdene, og et byggeri præget af små kamre og vakkelvorne trapper. Nedrivningen begyndte i 1942. 
På strækningen mellem Rigensgade og Kronprinsessegade er det nederste stykke af nedløbsrørene formet som ansigter. De stammer fra omkring 1850, da ejendommene opførtes.

## Kendte bygninger og beboere
Nr. 2 blev bygget for Den Danske Frimurerorden mellem 1867 og 1869 efter tegninger af Vilhelm Tvede. Bygningen blev erstattet af Stamhuset på Blegdamsvej i 1927. En periode i 1930'erne husede bygningen Palæbiografen. I 1972-1974 ombyggede Helge Bonnesen bygningen til dens brug for Københavns Universitets Musikvidenskabeligt Institut. Staten solgte i 2015 bygningen til ejendomsselskabet Domis, som efterfølgende ombyggede den til ejerlejligheder.
Nr. 10 blev bygget på samme tid og af samme arkitekt for en anden filantropisk orden, Kjæden, der var blevet grundlagt af tidligere medlemmer af frimurerordenen tilbage i 1776. Bygningen blev udvidet i 1876 og igen i 1883.
Den Wintherfeldtske Stiftelse blev bygget af fonden Trøstens Bolig for at skaffe betalelige boliger til trængende enker. Den 19 fag lange bygninger blev opført i to omgange med de 13 østlige fag i 1838 og de seks vestlige fag i 1846-1847. Den blev fredet i 1978. Samtidig med udvidelsen opførtes en fireetages bygning tegnet af Johann Heinrich Lütthans for en anden fond, Den Treschowske Stiftelse.